# Regis Cordic
Regis John Cordic, surnommé Rege, (né le 15 mai 1926 à Hazelwood en Pennsylvanie et mort le 16 avril 1999  à Los Angeles en Californie) est un acteur américain.

## Filmographie partielle

### Cinéma
- 1971 : The Seven Minutes de Russ Meyer : Louis Polk
- 1973 : Extreme Close-Up de Jeannot Szwarc
- 1973 : S.O.S. Black Guns d'Arthur Marks
- 1974 : Newman's Law (en) de Richard T. Heffron : Clement
- 1975 : The Wild Party de James Ivory : M. Murchison
- 1976 : Obsession de Brian De Palma : Présentateur
- 1977 : The Mouse and his Child de Charles Swenson et Fred Wolf: L'horloge (voix)
- 1977 : Un espion de trop de Don Siegel : Médecin
- 1977 : John Hus de Michael Economou : Cardinal Anthony
- 1979 : Americathon (en) de Neal Israel : Herb
- 1986 : La Guerre des robots de Nelson Shin : Voix de Quintesson Judge

### Télévision

#### Séries télévisées
- 1967 : The Monkees : The Christmas Show (saison 2 épisode 15) : Médecin
- 1968 : The Monkees : Fairy Tale (saison 2 épisode 16) : Narrator - Town Cryer
- 1968 : La Sœur volante : Les Naufragés (Where There's a Will) (saison 1 épisode 26) : Mr. Bragen
- 1969 : The Outsider : All the Social Graces (saison 1 épisode 22) : Stambler
- 1969 : The Bold Ones: The Protectors : If I Should Wake Before I Die (saison 1 épisode 2) : Juge
- 1969 : Mannix : Le spectacle de deux sous (A Penny for the Peep-Show) (saison 3 épisode 6) : Mr. Coolidge
- 1969 : Max la Menace  : Ice Station Siegfried (saison 5 épisode 13) : Colonel Quinton
- 1969 : L'Homme de fer : Haute altitude (Five Miles High) (saison 3 épisode 11) : Capt. Vincent Lasker
- 1970 : Sur la piste du crime : Incident in the Desert (saison 6 épisode 13) : Mr. Austin
- 1970 : Les Règles du jeu : Man of the People (saison 2 épisode 22) : Président du Comité
- 1970 : The Bold Ones: The Senator : The Day the Lion Died (saison 1 épisode 2) : Le sénateur Tomlinson
- 1971 : Les Règles du jeu : Los Angeles 2017 (saison 3 épisode 16) : Président
- 1971 : The Bold Ones: The Senator : A Single Blow of a Sword (saison 1 épisode 8) : Le sénateur Tomlinson
- 1971 : Monty Nash : The Ambassador's Daughter (saison 1 épisode 7) : Ambassadeur
- 1971 : Sarge : A Company of Victims (saison 1 épisode 11) : Évêque
- 1971 : L'Homme de fer :The Priest Killer (saison 5 épisode 1) : Archevêque [1]
- 1972 : Nichols : The Unholy Alliance (Saison 1 épisode 16) : Tyler
- 1972 : The Bold Ones: The New Doctors : Is This Operation Necessary? (Saison 4 épisode 2) : Wendell Hagen
- 1972 : Night Gallery : Rare Objects (saison 3 épisode 4) : Médecin
- 1972 : Le Sixième Sens : The Eyes That Wouldn't Die (saison 2 épisode 12) : Commentateur
- 1972 : Gunsmoke : Bohannan (saison 18 épisode 3) : Révérend
- 1972 : Gunsmoke : The Brothers (saison 18 épisode 12) : Sheriff Crane
- 1972 : Un shérif à New York : Give My Regrets to Broadway (saison 2 épisode 7) : Partridge
- 1972 : La Famille des collines : The Minstrel (saison 1 épisode 14) : Mr. Pickett
- 1973 : Emergency! (en) : Rip-Off (saison 2 épisode 20) : Norman Harrison
- 1973 : Kung Fu : Alethea (Alethea) (saison 1 épisode 11) : Stoddard
- 1973 : The New Dick Van Dyke Show (en) : I'll Cry Today (saison 3 épisode 6) : Dr Simpson
- 1973 : Columbo : Quand le vin est tiré : Lewis
- 1973 : Columbo : Candidat au crime : Commissaire-adjoint
- 1973 : The New Perry Mason : The Case of the Furious Father (saison 1 épisode 8) : Judge
- 1973 : L'Homme de fer : All Honorable Men (saison 6 épisode 22) : John McLane
- 1973 : L'Homme de fer : The Last Payment (saison 7 épisode 13) : Alexander Shepard
- 1973 : Gunsmoke : Jesse (saison 18 épisode 22) : Marshal Halstead
- 1973 : Cannon : L'Héritage de Cannon (Memo From a Dead Man) (saison 3 épisode 3) : McPherson
- 1974 : The Mary Tyler Moore Show : WJM Tries Harder (saison 4 épisode 16) : Marc Williams
- 1974 : Le Justicier (en) : Terror from the Skies (saison 1 épisode 6) : Sam Corby
- 1974 : Gunsmoke : Island in the Desert - Part 1 (saison 20 épisode 11) : Sheriff Grimes
- 1974 : Gunsmoke : Island in the Desert - Part 2 (saison 20 épisode 12) : Sheriff Grimes
- 1974 : L'Homme qui valait trois milliards : Eyewitness to Murder (saison 1 épisode 7) : Host
- 1974 : Barnaby Jones : A Gathering of Thieves (saison 3 épisode 1) : Claude Meecham
- 1975 : Dossiers brûlants : Les Hurlements (Primal Scream) (saison 1 épisode 13) : Dr Peel
- 1975 : Les Rues de San Francisco : Silence mortel (Deadly Silence) (saison 4 épisode 6) : Dr Reynolds
- 1975 : 200 dollars plus les frais : Le Photographe amoureux (Say Goodbye to Jennifer) (saison 1 épisode 19) : Dr Evan Stuart
- 1975 : Un shérif à New York : Return to the Alamo (saison 5 épisode 9) : Dr Hunt
- 1975 : Lucas Tanner (en) : A Touch of Bribery (saison 1 épisode 21) : Le président
- 1975 : Docteur Marcus Welby : Dark Fury: Part 2 (saison 6 épisode 16) : Juge
- 1975 : Docteur Marcus Welby : Calculated Risk (saison 7 épisode 10) : Dr Tom Ames
- 1975 : Médecins d'aujourd'hui : One Last Rebellion (saison 7 épisode 11)
- 1975 : Barnaby Jones : The Orchid Killer (saison 4 épisode 3) : Dr Reston
- 1976 : Cannon : Scandale à la une (House of Cards) (saison 5 épisode 18) : Jason Smith
- 1976 : The Blue Knight (en) : Everybody Needs a Little Attention (saison 1 épisode 13) : Avocat
- 1977 : Les Rues de San Francisco : Un bon policier mais… (A Good Cop… But) (saison 5 épisode 15) : Abe Johnson
- 1977 : Future Cop : The Kansas City Kid (saison 1 épisode 5) : Dugan
- 1977 : L'Homme qui valait trois milliards : Bigfoot V (saison 5 épisode 5) : Explorateur de l'espace
- 1977 : Wonder Woman : Les Voleurs d'esprits - 2e partie (Mind Stealers from Outer Space - Part 2) (saison 2 épisode 11) : Enseignant Eidleman
- 1977 : Switch : Lady of the Deep (saison 3 épisode 8) : Dr Dane Cranston
- 1977 : Quincy : Let Me Light the Way (saison 2 épisode 13) : Juge
- 1978 : L'Âge de cristal : Carousel : Darrel
- 1978 : Super Jaimie : Qui est la vraie Jaimie ? (Which One is Jaime?) (saison 3 épisode 18) : Roger Fowler
- 1978 : Richie Brockelman : The Framing of Perfect Sydney (saison 1 épisode 1) : Nehemiah
- 1978 : The Hardy Boys/Nancy Drew Mysteries : Arson and Old Lace (saison 2 épisode 21) : Paul Chase
- 1979 : Barnaby Jones : Design for Madness (saison 8 épisode 5) : Clark Harrison
- 1979 : Quincy : Mode of Death (saison 5 épisode 7) : Dr Lawrence Condon
- 1979 : La Famille des collines : The Waiting (saison 8 épisode 10) : Dr Banion
- 1979 : L'Incroyable Hulk : Le Retour (Homecoming) (saison 3 épisode 8) : Dean Eckart
- 1980 : Young Maverick (en) : Makin' Tracks (saison 1 épisode 6)
- 1981 : Shérif, fais-moi peur : Dukes en péril - 1re partie (The Ten Million Dollar Sheriff - Part 1) (saison 4 épisode 8) : Reynolds

#### Téléfilms
- 1970 : Ritual of Evil de Robert Day : Le shérif
- 1971 : Travis Logan, D.A. de Paul Wendkos
- 1971 : The Face of Fear de George McCowan : Dr Landsteiner
- 1971 : Death Takes a Holiday de Robert Butler : TV Announcer
- 1971 : A Death of Innocence de Paul Wendkos : Juge Morahan
- 1972 : A Great American Tragedy (en) de J. Lee Thompson
- 1974 : Police parallèle de Harry Falk : Juge
- 1974 : Murder or Mercy de Harvey Hart : Juge de mise en accusation
- 1974 : La Loi (en) de John Badham : Raymond Churchill
- 1975 : Target Risk de Robert Scheerer : Mr Ryan
- 1975 : Le Rêve brisé de Boris Sagal : Lyle
- 1975 : Crime Club de Jeannot Szwarc : Juge Jack Dowd
- 1976 : Law of the Land de Virgil W. Vogel : Juge
- 1976 : Woman of the Year de Jud Taylor : Editor Clayton
- 1977 : The Man with the Power de Nicholas Sgarro : Personnage
- 1977 : Panic in Echo Park de John Llewellyn Moxey : Dr Gavin O'Connor
- 1977 : Intimate Strangers de John Llewellyn Moxey : Simpson, Rest Home Director
- 1978 : Standing Tall de Harvey Hart : Hodges
- 1978 : The Critical List de Lou Antonio : Président
- 1978 : Puff the Magic Dragon de Charles Swenson et Fred Wolf : Bald Doctor (voix)
- 1978 : The Immigrants de Alan J. Levi : Somers
- 1979 : Meurtres à San Francisco de Walter Grauman : Père John Thomas